# Prieuré de l'Oiselière
Le prieuré de l'Oiselière est un prieuré situé à Saint-Planchers, près de Granville, en France. Niché dans un vallon en bordure du cours d'eau qui porte son nom, entouré de ses murs fortifiés et de ses douves, il a une histoire qui remonte au XIe siècle. Dépendant des abbés du Mont-Saint-Michel, il est le lieu où ils organisaient l'exploitation du domaine et des bois et la collecte des taxes. Ils y rendaient aussi la justice seigneuriale locale.
Sa restauration commence en 1989, date à laquelle il est inscrit au titre des Monuments historiques. 

## Histoire

### La fondation
En l'an 1022, Richard II (duc de Normandie) donne au Mont-Saint-Michel l’abbaye de Saint-Pair et ses dépendances, limitées à l'est par la voie publique de Coutances, au nord par la Vanlée (fleuve côtier), au midi par le ruisseau du Thar, à l'ouest par la mer avec l'île de Chausey. 
Différents écrits sur l'histoire locale considèrent que l’Oiselière ferait partie des dépendances de cette abbaye de Saint-Pair dont aucune autre trace écrite ou archéologique n'est connue. Ils disent aussi que l’Oiselière correspondrait à ce prieuré de Saint-Pair cité par Pierre Le Roy, mais en 1321 qu'elle apparait nommément dans les actes historiques lors de l’autorisation de la construction de sa chapelle.
En 1321, il y avait donc un premier bâtiment auquel on a voulu adjoindre une chapelle. L’étude de l’Oiselière actuelle permet d’imaginer le premier bâti qui devrait être un rectangle à l’emplacement de l’actuelle salle cathédrale et du logement de la ferme. Le contrefort extérieur ouest est visible à l’intérieur du rez-de-chaussée de l’actuel manoir dont il constitue le mur est et le mur nord de la salle cathédrale. L’adjonction de la chapelle a été réalisée à l’ouest du premier bâti.
Le bois de la Prael qui dépendait de l’Oiselière est cité nommément plus tôt que celle-ci. Ainsi en 1294, on trouve trace d’une donation aux moines par Thomas, écuyer, seigneur du Pont, de la terre des Angles du bois du Prael, située en la paroisse de Saint-Planchers. Puis en 1297, une sentence arbitrale est rendue entre Guillaume du Bois et les moines, pour le bois du Prael en Saint-Planchers. Il y fut reconnu que Guillaume du Bois avait droit de tenir quatre vaches et dix porcs au pâturage et de prendre une charretée de bois chaque semaine (1297).

### La guerre de Cent Ans

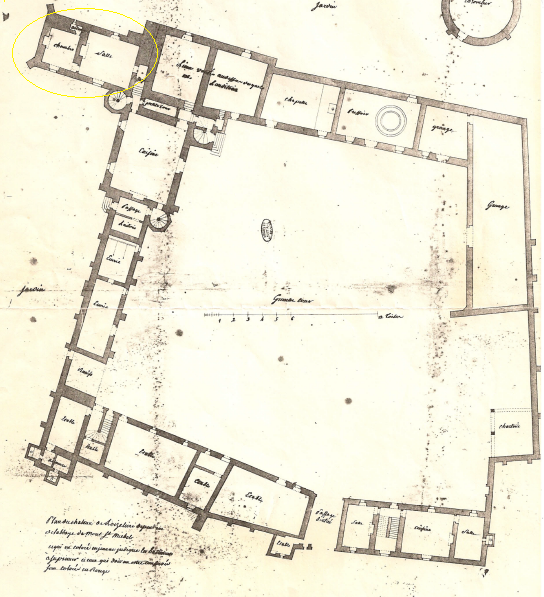
Plan de l'Oiselière, 1776.

L’histoire des abbés du Mont-Saint-Michel fournit quelques repères historiques dans les années suivantes.

« En l'an 1420, l'abbé Jolivet, ennuyé de tant de peines et de fatigues endurées à la garde et conservation de cette place de ce Mont-St-Michel, [ … ] manquant de cœur, sort  de son monastère la même année susdite 1420, et, s'en va. Il laisse ses moines en faire à discrétion. Il n’y viendra  plus, demeurant tantôt à Rouen, tantôt à L’Oiselière et ailleurs, où bon lui semblera. Il fait si bien, étant dehors de ce monastère, d'acquérir la bienveillance du roi d'Angleterre , qui le fait jouir de toutes les possessions que ce monastère a en la province de Normandie, laquelle ledit anglais occupe pour lui, et notre Robert en fait à son vouloir sans en élargir aucun denier à ses moines qui portent le poids du jour et de la chaleur, à conserver cette place sous l’obéissance du roi de France. Ils sont extrêmement pauvres, presque tous les revenus et les plus beaux étant en Normandie, desquels Mgr Abbé Jolivet fait largesse et bonne chère à ses amis, laissant ses moines sans pain. »

— Thomas Le Roy, Curieuses Recherches du Mont-Saint-Michel
« La première mise à mal de L’Oiselière remonte à l’année 1442 où depuis une confiscation de vingt-cinq années par le roi d’Angleterre, les français, qui viennent de reprendre Granville s’emparent du manoir, le pillent, l’incendient et le détruisent en partie. ».

### La Renaissance
En  1509, l'abbé Guillaume de Lamps, entreprend de grands travaux à l’Oiselière, dans un style gracieux que cette époque voit fleurir. Son frère J. de Lamps, d'après le Gallia Christiana, achèvera ces travaux.
Le plan de l’Oiselière de 1766 donne une idée de ces travaux par l’adjonction à l'ouest du manoir. Toujours à la Renaissance, des jardins en terrasse sont  établis à l’emplacement des remparts du premier édifice.

### Les abbés commendataires

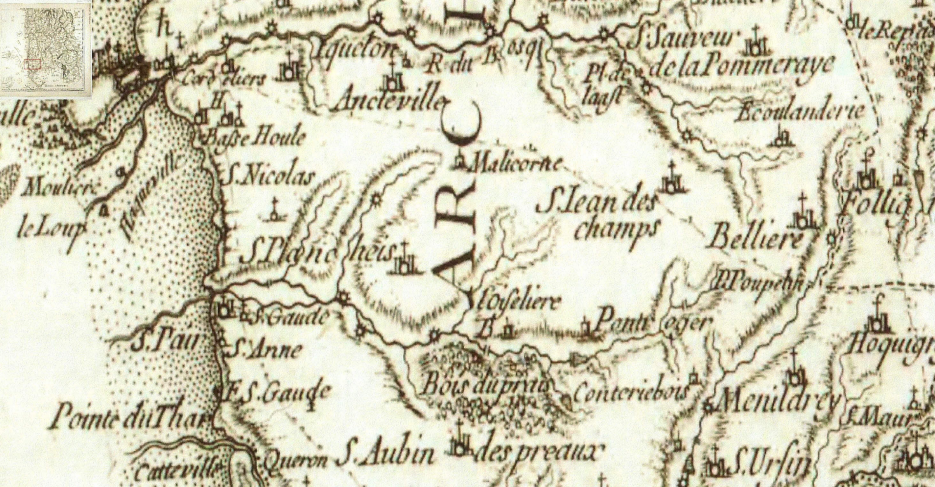
Carte de 1689.

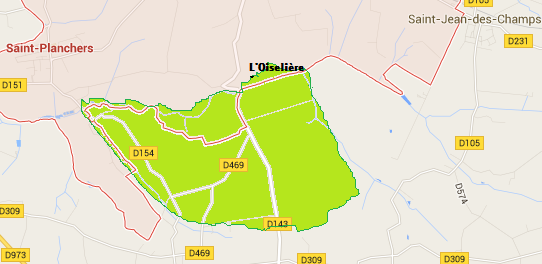
Reconstitution de l’emprise du bois de Prael (Prais) sur la carte actuelle.

L’Oiselière sert de refuge à Arthur de Cossé (fils illégitime reconnu de Charles Ier, comte de Brissac) qui devient en 1562 évêque de Coutances en pleine guerre de religion puis abbé du Mont-Saint-Michel en 1570. Il y meurt en 1587.
Les abbés commendataires plus préoccupés par l'encaissement des revenus que par l’entretien des bâtiments laissèrent le logis tomber en ruine.
La statistique de 1698 indique que la baronnie de l’Oiselière dont le grand manoir est dans la paroisse de Saint-Planchers appartient aux abbés et  religieux du Mont-Saint-Michel. Le terme de baronnie apparait pour la première fois sur ce document  et semble indiquer que L’Oiselière est à cette époque plus qu’un manoir et qu’elle a aussi un domaine suffisamment grand pour justifier ce titre.
Le bois de Prael à cheval entre Saint-Planchers et Saint-Aubin qui faisait vraisemblablement partie du domaine de l’Oiselière a disparu depuis longtemps mais il est visible sur la carte de 1689. Son existence et son exploitation sont avérées dès le XIe siècle.
Thomas Cambernon fut le dernier titulaire du bénéfice de l'Oiselière, puis les terres furent vendues à la Révolution.

### Abandon et restauration

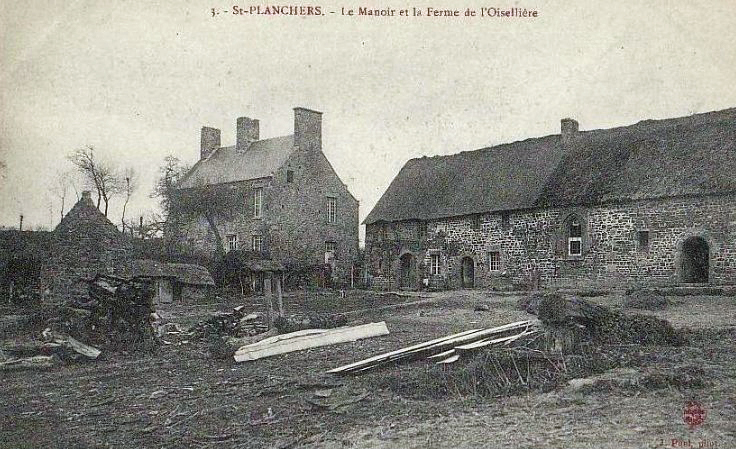
Carte postale ancienne.

Au fil du temps, les bâtiments servent de matériaux de construction aux habitants des alentours. En 1878, l’abbé Lecanu note attristé que la chapelle est divisée en plusieurs pièces et appropriée aux usages séculiers, un lit occupant la place de l’autel.
« Tout l'appareil défensif du premier manoir fortifié a pratiquement disparu: évanoui, le plan d'eau; comblés en partie, les fossés; l'enceinte, aux murs étayés de contreforts, est toute coupée de brèches; seul le double porche cintré donne toujours accès dans la vaste cour intérieure. ». 
Il faudra attendre son inscription au titre des monuments historiques par arrêté du 27 novembre 1989 pour permettre le lancement de sa restauration.

## Description
Le prieuré de l'Oiselière est constitué au XXIe siècle d'un manoir, d'une ferme, de jardins en terrasse et d'un colombier enclos partiellement d'une enceinte et de douves. L'ensemble des bâtiments est réalisé en poudingue et schiste.

### Enceinte, douves, cours et jardins

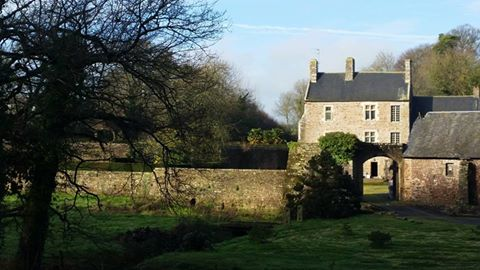
L'enceinte du manoir.

Les bâtiments de la ferme constituent une partie de l'enceinte qui se prolonge au niveau de la cour du manoir par un mur doté de contreforts.
L'enceinte a disparu à l'ouest et au nord. Des douves en eau baigne le sud et le nord de la propriété. L'accès à la ferme se fait par une porte à pont dormant qui remplace l'ancien levis. L'écusson armorié d'Arthur de Cossé qui ornait la porte a été donné au musée d'Avranches par M. Maillard-Lacavée en 1845. La porte du manoir, plus à ouest, est une porte cochère et piétonne à pont dormant.
La cour de la ferme est dotée d'un puits « obus » et celle du manoir d'une large fontaine circulaire du XVIe siècle.
À l'ouest du manoir, les jardins en terrasse sont composés d'un labyrinthe de buis et d'un jardin à la française.

### Manoir

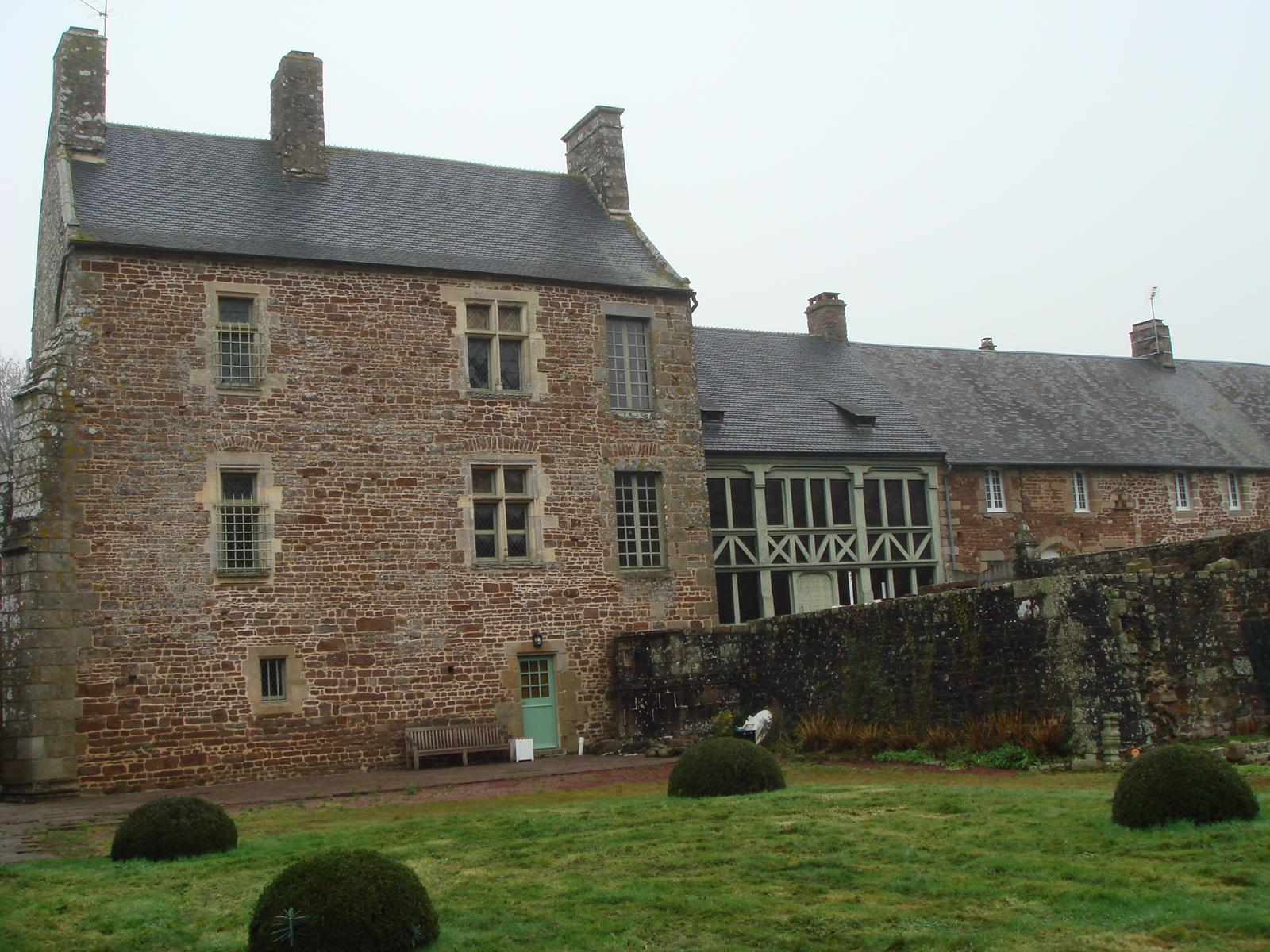
La façade sud du manoir.

La façade sud est percée de six fenêtres. Celles à l'ouest sont des fenêtres à meneaux et ferronnerie datant de la construction du manoir. Les meneaux de celles au centre datent de la restauration de 1989. Les deux fenêtres au sud correspondent aux entrées de l'escalier bâti avec le manoir à la Renaissance et dont il ne reste que le bas. La suite de la façade à l'est, est constituée d'un vitrage inséré dans une charpente qui rappelle les colombages normands. Cette partie du bâtiment est une construction de 1989 qui remplace une partie du bâtiment effondrée. La terrasse devant la verrière est installée sur les fondations de l'escalier et du bâtiment de la cuisine qui n'existent plus. 
La façade ouest, aveugle, est dotée de deux solides contreforts. Sur la façade nord, une tourelle percée de bouches à feu complète la défense du bâtiment. À l'intérieur du manoir, des éléments XIe, XVIe, XVIIIe et récents attestent de son histoire.

### Ferme
Sur la façade de la ferme, une fenêtre à ogive marque l'emplacement de l'ancienne chapelle. Parmi les dépendances qui closent la cour de la ferme, il y a un four à pain et un pressoir.

### Colombier
Situé au nord de la ferme, le colombier est doté de contreforts et d'un dôme vouté à oculus central. Sa taille imposante donne une idée de la superficie du domaine qui a pu s'étendre jusqu'à 12 000 acres.